# Pessi
Les Pessi sont des membres d'un mouvement francophone de trollage Internet apparu dans les années 2020 et particulièrement actifs sur le média social X (anciennement Twitter).

## Étymologie

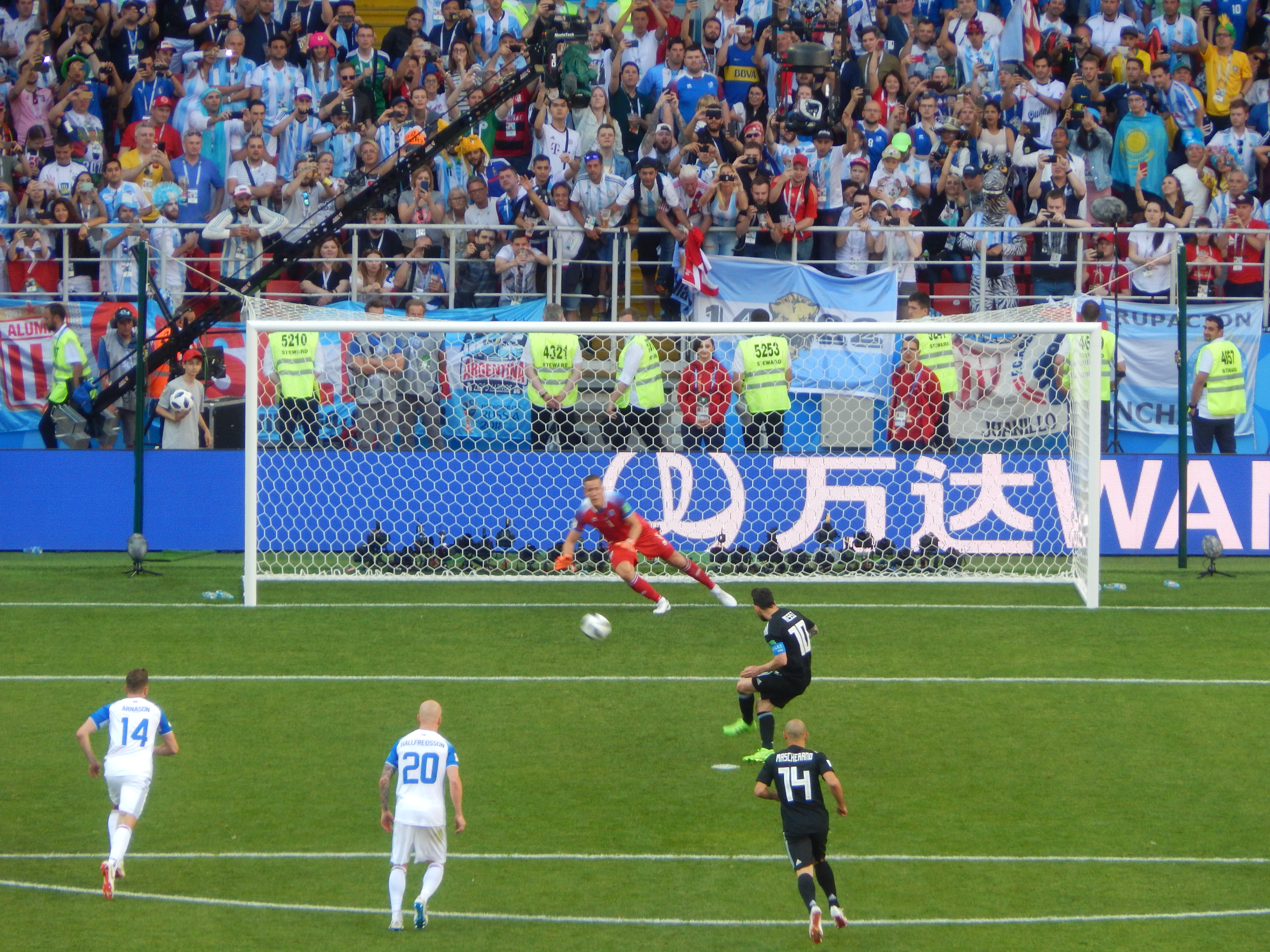
Lionel Messi ratant un penalty lors de la Coupe du monde de football 2018.

C'est dans la rivalité entre les deux joueurs, et en guise de réponse, que certains fans de Cristiano Ronaldo se sont mis à leur tour à désigner le joueur argentin par Pessi lorsqu'il bénéficiait d'un penalty dans un match.

## Histoire
Le mouvement, pensé comme une blague, prend naissance à la fin de l'année 2020 sur le réseau social Twitter. Le tweetos « Onion » est à l'origine du mouvement. Il est le premier à arborer une photo de profil figurant un Lionel Messi chauve, un Pessi. Passionnés de football, ses premiers adeptes, à travers leurs propres codes, investissent les publications Twitter du compte ActuFoot (qui a alors 2,8 millions d'abonnés). Ces Pessi ramifient par la suite leur activité à travers les « FC », équivalents des clubs de football ; fin mars 2021, BFM TV en dénombre une quarantaine, dont « FC Gênant », « FC Hominisme » et « FC Boulangerie ». La connaissance des règles du média social, couplée à la coordination des comptes impliqués, permet un mode opératoire rodé autour des raids numériques. Ces derniers permettent ainsi de noyer un profil de commentaires inoffensifs (donc non modérés), de faire remonter des sujets en « tendances » ou de donner une visibilité à des causes importantes pour eux, de signaler massivement un profil en vue de sa suspension.
Les Pessi peuvent s'aligner avec des sujets d'actualité. Parmi les personnalités, ils s'attaquent ainsi début 2021 au polémiste Jean Messiha, au journaliste sportif Pierre Ménès, au Premier ministre Jean Castex, à l'adolescente Mila dont le compte parvient à être suspendu (Twitter rétropédalant ensuite en invoquant l'« erreur ») ou encore à la ministre Marlène Schiappa qui fait passer provisoirement son compte en « privé » avant de déposer plainte. Le compte de l'ambassade de Chine en France devient également une cible : près de 27 000 réponses sont glissées sous un seul tweet en soutien à la cause ouïghoure,,.
Si l'espace médiatique cesse d'en faire l'écho, l'activité du mouvement n'en demeure pas moins existante. Celui-ci attire d'ailleurs de nouveau l'attention début 2024 en déclinant son activité sur le réseau professionnel LinkedIn. Partant de l'idée du compte Pid Puu sur X qui souhaite « que les Pessi se créent un compte Linkedin et aillent polluer l'appli », plus de 2 000 comptes sont créés sur ce réseau LinkedIn aux antipodes de l'esprit plaisantin,. Victime de nombreux commentaires sur ce réseau, la députée Sandrine Le Feur (Renaissance) les désactive et dénonce une « vague de harcèlement ».
Le 21 février 2025, le compte X satirique Pediavenir annonce par plaisanterie la réalisation en cours d'une série sur les Pessi pour Netflix. Quelques heures plus tard, le compte de Netflix pour la France répond en lançant un défi : 100 000 republications pour réellement lancer la production de cette série Netflix, un objectif atteint en quatre jours.

## Identité
Sur X (anciennement Twitter), les photos de profil des comptes affiliés reprennent le photomontage d'un selfie de Lionel Messi dont les cheveux sont effacés. Le mot d'ordre lors des raids se veut être « Pas d'insulte ou de menace de mort, soyez de bons Pessi » et les échanges trollesques sont généralement ponctuées de réponses typiques comme « hurle », « miaule », « chiale », « aboie », « couine » ou « reste digne »,,. Il peut parfois s'agir d'extraits de chansons (en particulier Dans le club de Michou) ou d'« hymnes à leur gloire ». De fait, l'idée est d'éviter un humour agressif au profit d'un humour absurde,.